# Llista de Creus de Sant Jordi/1996/Persones

#### Persones
Informació actualitzada per un bot. Els canvis manuals es perdran quan s'actualitzi!
| Persona                              | Wikidata  | Descripció                                                  | Ocupació                                                                                            | Imatge |
| ------------------------------------ | --------- | ----------------------------------------------------------- | --------------------------------------------------------------------------------------------------- | ------ |
| Max Cahner i Garcia                  | Q63791    | escriptor i polític català                                  | escriptor polític editor historiador empresari professor d'universitat historiador de la literatura |        |
| Akio Morita                          | Q310845   | físic i empresari japonès, cofundador de Sony               | empresari enginyer físic superior                                                                   |        |
| Juan Antonio San Epifanio            | Q552429   | jugador de bàsquet espanyol                                 | jugador de bàsquet                                                                                  |        |
| Francesc Mitjans i Miró              | Q1003305  | arquitecte català                                           | arquitecte urbanista                                                                                |        |
| Ricard Salvat i Ferré                | Q1960210  | escriptor, director teatral i professor universitari català | dramaturg escriptor professor d'universitat director de teatre novel·lista                          |        |
| Lluís Claret i Serra                 | Q2467036  | Violoncel·lista andorrà                                     | violoncel·lista                                                                                     |        |
| Josep Massot i Muntaner              | Q2652199  | monjo, filòleg i historiador mallorquí                      | monjo historiador escriptor professor d'universitat                                                 |        |
| José María Mendiluce Pereiro         | Q3498704  | polític espanyol                                            | polític escriptor                                                                                   |        |
| Adrià Trescents Ribó                 | Q8189823  | escriptor espanyol                                          | escriptor                                                                                           |        |
| Gabriel Ferraté Pascual              | Q8963283  | enginyer i professor universitari català                    | inventor enginyer professor d'universitat                                                           |        |
| Josep Laporte i Salas                | Q9013147  | polític i professor universitari català                     | polític professor d'universitat metge                                                               |        |
| Teodor Hauschild                     | Q9087280  |                                                             | investigador de la construcció historiador de l'arquitectura arquitecte enginyer arqueòleg          |        |
| Pere Antoni Serra Bauzà              | Q11698852 | empresari mallorquí                                         | empresari editor                                                                                    |        |
| Albert Serratosa i Palet             | Q11904789 | enginyer i urbanista català                                 | enginyer civil urbanista professor d'universitat escriptor                                          |        |
| Carles Sechi Ibba                    | Q11912429 | polític alguerès                                            | polític activista cultural professor                                                                |        |
| Carlota Soldevila i Escandon         | Q11912482 | actriu, directora teatral catalana                          | actor actor de cinema actor de televisió guionista de cinema                                        |        |
| Joaquim Alqueza i Puchol             | Q11928059 |                                                             | músic sacerdot                                                                                      |        |
| Joaquim Maluquer i Sostres           | Q11928105 |                                                             | sociòleg ornitòleg                                                                                  |        |
| Josep Dalmau i Olivé                 | Q11928544 |                                                             | sacerdot escriptor teòleg activista                                                                 |        |
| Mauricio Torra-Balari i de Llavallol | Q11936249 |                                                             | activista cultural traductor                                                                        |        |
| Pere Alier i de Sanpera              | Q11940701 | empresari català                                            | empresari                                                                                           |        |
| Teresa Cunillé i Rovira              | Q11951587 | actriu catalana                                             | actor                                                                                               |        |
| Xavier Garcia i Soler                | Q11955304 |                                                             | escriptor activista cultural                                                                        |        |
| Esteve Fàbregas i Barri              | Q16941950 | Historiador, escriptor i assagista espanyol (1910-1999)     | historiador escriptor assagista                                                                     |        |
| Montserrat Minobis i Puntonet        | Q17044872 | periodista i professora universitària catalana              | periodista professor d'universitat escriptor                                                        |        |
| Enriqueta Gallinat i Roman           | Q17189216 | política espanyola                                          | polític                                                                                             |        |